# Yves Dreyfus
Yves Dreyfus (* 17. Mai 1931 in Clermont-Ferrand; † 16. Dezember 2021 in Ceyrat) war ein französischer Degenfechter.

## Leben
Seiner jüdischen Abstammung wegen verwendete Yves Dreyfus während der deutschen Besetzung Frankreichs im Zweiten Weltkrieg den Namen Yves Doucet und überlebte durch diese Tarnung.
Nach dem Zweiten Weltkrieg begann er mit dem Fechten und gewann fortan zahlreiche Medaillen. 
Er gewann bei den Fechtweltmeisterschaften 1962 die Bronzemedaille und bei der WM 1963 die Silbermedaille im Einzelwettbewerb.
Im Mannschaftswettbewerb wurde er 1962, 1965 und 1966 Weltmeister. 1961, 1963 und 1967 gewann er Silber, 1954 gab es Bronze im Team. Bei den Olympischen Spielen 1956 in Melbourne erkämpfte Dreyfus im Teamwettkampf mit dem Degen die Bronzemedaille und konnte dies 1964 in Tokio wiederholen. Bei der Makkabiade 1961 in Israel erreichte er die Goldmedaille im Einzel. 1977 holte Dreyfus sich ebendort Gold in der Einzel- und in der Teamwertung.
In seinen späteren Jahren veröffentlichte er drei Bücher über den Fechtsport.